# Polegnuta grančika
Polegnuta grančika (lat. Hornungia procumbens, sin. Hymenolobus procumbens, Hutchinsia procumbens), jednogodišnja raslinja iz porodice kupusovki, nekada uključivana u rod grančika (Hutchinsia) i danas nepriznati rod Hymenolobus.
Ova vrsta raširena je po zemljama Mediterana (uključujući sjevernu Afriku i Hrvatsku) i dijelovima Azije (sjeverno i istočno od Crnog mora i Kaspijskog jezera) i Sjeverne Amerike.
Naraste do 30cm visine.